# フォーサイス (哨戒フリゲート)
| 画像をアップロード | |
| 艦歴               | |
| 発注               | |
| 起工               | 1943年12月6日                                                                                                   |
| 進水               | 1944年5月20日                                                                                                   |
| 就役               | 1945年2月11日                                                                                                   |
| 退役               | 1946年8月2日 |
| その後             | 1947年にオランダに売却                                                                                          |
| 除籍               | |
| 性能諸元           | |
| 排水量             | 基準 1,430トン 満載 2,415トン                                                                                   |
| 全長               | 303 ft 11 in (92.6 m)                                                                                           |
| 全幅               | 37 ft 6 in (11.4 m)                                                                                             |
| 吃水               | 13 ft 8 in (4.1 m)                                                                                              |
| 機関               | ボイラー3基 5,500軸馬力 タービン2基 2軸推進                                                                     |
| 最大速力           | 20ノット (37 km/h)                                                                                              |
| 航続距離           | |
| 乗員               | 190名 |
| 兵装               | 3インチ50口径対空砲3門 40mm機関砲 4門 20mm機関砲 9門 ヘッジホッグ 1基 対潜爆雷投射機（Y砲）8基 爆雷投下軌条 2条 |

フォーサイス (USS Forsyth, PF-102) は、アメリカ海軍の哨戒フリゲート。タコマ級フリゲートの1隻。艦名はジョージア州フォーサイスに因む。

## 艦歴
フォーサイスは1943年12月6日にオハイオ州クリーブランドのアメリカン・シップビルディング社で起工した。1944年5月20日にメアリー・パーソンズによって命名、進水し、1945年2月11日に艦長E・M・オズボーン沿岸警備隊少佐の指揮下就役した。
カリブ海での整調訓練後、フォーサイスはニューファンドランドのアージェンティア海軍基地に向かい、同地を拠点として気象観測任務に就く、4月2日に最初の任務に向けて出航、天候の観測を行い、艦船および航空機の救援に備えた。5月12日にもやと霧の中、降伏を希望したドイツ潜水艦の捜索を命じられる。その3日後、護衛駆逐艦サットン (USS Sutton, DE-771) と合流し、北緯46°39'、西経45°39' の海域で降伏したドイツ潜水艦 U-234 の乗員を移乗させる。U-234 は技術支援のため東京に向けて航行中であった。乗艦していた日本軍将校2名が降伏を拒否して自決した。
その後フォーサイスの艦内で同艦の医官はU-234の医官と共に、捕獲したU-234の小火器を検査中に負傷したサットンの乗員の手術を行った。フォーサイスは負傷した水兵をアージェンティアに輸送し、5月18日に到着した。負傷兵は治療の甲斐無く、多量の内出血のため1週間後に死亡した。
北大西洋での任務の5ヶ月後、フォーサイスはブラジルのレシフェに向けて出航、1945年12月1日に到着した。1946年3月1日までレシフェを拠点として気象観測任務を行い、3月8日にトリニダードへ向けて出航した。3月14日の24:00、フォーサイスは海上で海軍を退役し、直ちに沿岸警備隊に就役した。トリニダードからボストンに向かい、フォーサイスは3月23日に到着した。気象観測任務をもう一度行った後、フォーサイスはニューオーリンズに移動し、同地で1946年8月2日に退役した。
退役後は海軍に返還され、廃棄のため海事局に移管された。フォーサイスは1947年にオランダに売却され、キュムラス (Cumulus) と改名、1963年まで気象観測艦として使用された後廃棄された。